# Han Shuai

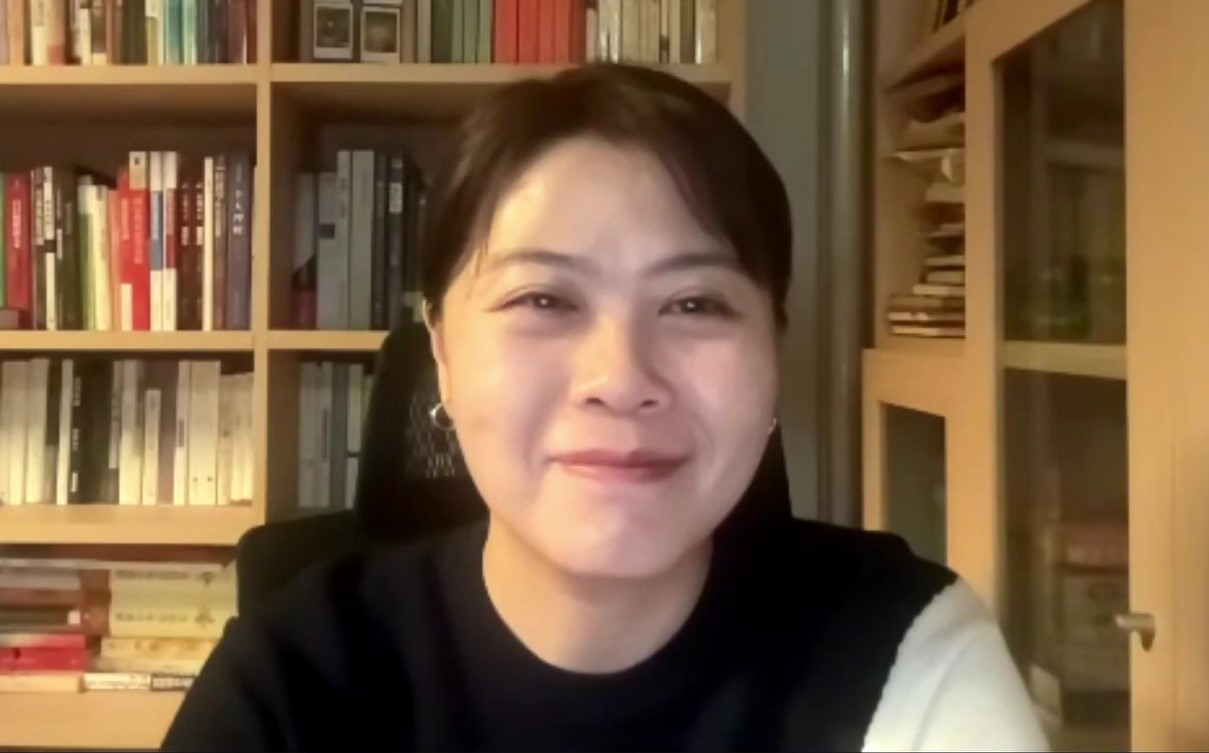
Han Shuai (2023)

Han Shuai (chinesisch 韓帥 Hán Shuài) ist eine chinesische Drehbuchautorin und Regisseurin.

## Karriere
Han Shuai promovierte an der zentralen Schauspielakademie (Central Academy of Drama) in Beijing. In ihrer Dissertation befasste sich Han Shuai mit Filmen des chinesischen Regisseurs Lou Ye. Für ihr Langfilmdebüt Han Nan Xia Ri (Sommerflirren) wurde Han Shuai mit mehreren Preisen ausgezeichnet.

## Nominierungen und Auszeichnungen
Auf der 71. Berlinale (2021) erhielt der Film Sommerflirren den Großen Preis der Internationalen Jury im Wettbewerb Kplus. Auch für ihre Kurzfilme erhielt Han Shuai mehrere Auszeichnungen.
Ihr zweiter Spielfilm Green Night feierte auf der 73. Berlinale (2023) seine Weltpremiere in der Sektion Panorama.